# Liste globalisierungskritischer Filme
Diese Liste enthält Filme, die sich kritisch mit den Folgen der Globalisierung beschäftigen.

## Globalisierungskritische Filme
Filme, die die  internationalen wirtschaftlichen Verflechtungen  mit dem Einfluss großer Unternehmen einerseits, sowie Armut, ökologischen Problemen und dem Klimawandel in vielen  Ländern andererseits als ein Hauptthema haben.
Die meisten sind Dokumentarfilme, wenn nicht anders angegeben.
| Jahr | Titel                                              | Regisseur                                             | Land                                       | Bemerkungen |
| ---- | -------------------------------------------------- | ----------------------------------------------------- | ------------------------------------------ | --- |
| 1968 | Die Stunde der Feuer                               | Eduardo Solanas, Octavio Getino                       | Argentinien                                | über Ausbeutung in Lateinamerika durch US-Konzerne |
| 1975 | Flaschenkinder                                     | Peter Nestler                                         | BR Deutschland                             | über Kindernahrung eines Schweizer Konzerns in Afrika |
| 1976 | Emden geht nach USA                                | Klaus Wildenhahn, Gisela Tuchtenhagen                 | BR Deutschland                             | VW-Arbeiter sind besorgt um ihre Arbeitsplätze, weil VW eine Autofabrik in den USA baut.                                                                   |
| 1980 | Septemberweizen                                    | Peter Krieg                                           | BR Deutschland                             | über Weizen aus den USA und seine weltweite ökonomische Bedeutung                                                                                          |
| 1985 | Dschungelburger – Hackfleischordnung international | Peter Heller                                          | BR Deutschland                             | über internationale Rindfleischlieferketten |
| 1987 | Die Chinesen kommen                                | Manfred Stelzer                                       | BR Deutschland                             | Komödie. Deutsche Fabrik wird nach China verkauft. |
| 1989 | Roger & Me                                         | Michael Moore                                         | USA                                        | General Motors schließt eine Autofabrik in den USA, weil es billiger ist, in Mexiko zu produzieren                                                         |
| 2003 | The Corporation                                    | Mark Achbar, Jennifer Abbott                          | Kanada                                     | über Aktivitäten großer Unternehmen |
| 2005 | Syriana                                            | Stephen Laghan                                        | USA                                        | Politthriller, über internationale Ölgeschäfte eines US-Konzerns                                                                                           |
| 2005 | We Feed the World                                  | Erwin Wagenhofer                                      | Österreich                                 | über internationale Nahrungsmittelproduktion, erfolgreichster österreichischer Dokumentarfilm                                                              |
| 2008 | Let's Make Money                                   | Erwin Wagenhofer                                      | Österreich                                 | über internationale Finanzwirtschaft, über 300.000 Zuschauer                                                                                               |
| 2009 | The International                                  | Tom Tykwer                                            | Deutschland, USA                           | Thriller über die weltweiten Verbrechen einer Großbank |
| 2009 | Kapitalismus. Eine Liebesgeschichte                | Michael Moore                                         | USA                                        | über Finanzkrise seit 2007 |
| 2009 | Plastic Planet                                     | Werner Boote                                          | Österreich, Deutschland                    | über weltweite Verschmutzung durch Plastik |
| 2010 | Inside Job                                         | Charles H. Ferguson                                   | USA                                        | über weltweite Finanzkrise seit 2007 |
| 2011 | Taste the Waste                                    | Valentin Thurn                                        | Deutschland                                | über internationale Lebensmittelbverschwendung, zehn Preise                                                                                                |
| 2011 | Behind the Screen                                  | Stefan Baumgartner, Simon Fraissler, Sandra Heberling | Österreich, Deutschland, Ghana, Tschechien | über die Entstehung von Computern in Ghana und Tschechien und ihre Entsorgung                                                                              |
| 2014 | Zeit der Kannibalen                                | Johannes Naber                                        | Deutschland                                | Spielfilm Satire über global agierende Wirtschaftsberater                                                                                                  |
| 2015 | 10 Milliarden – Wie werden wir alle satt?          | Valentin Thurn                                        | Deutschland                                | über Zukunft der weltweiten Ernährung, mehrere Preise |
| 2015 | The True Cost. Der Preis der Mode                  | Andrew Morgan                                         | USA                                        | über die weltweiten Verflechtungen der Textilindustrie, besonders die Herstellungsbedingungen in Bangladesh                                                |
| 2018 | Walden. A Slow Down Road Movie                     | Daniel Zimmermann                                     | Schweiz                                    | über den (fiktiven) Weg eunes Stapels von Holzlatten aus Österreich in das Amazonasgebiet, als paradoxe Umkehrung der sonst üblichen weltweiten Lieferwege |
| 2019 | Mind the Gap                                       | Robert Schabus                                        | Österreich                                 | über Schattenseiten einer internationalisierten Wirtschaft, an Beispielen in Griechenland, Frankreich, Deutschland und Großbritannien                      |

## Filme mit globalisierungskritischen Bezügen
Filme über regionale ökologische und wirtschaftliche Probleme, die ihre Ursachen auch in der wirtschaftlichen Globalisierung haben, und Lösungsvorschläge dafür.
| Jahr | Titel                                   | Regisseur       | Land                            | Bemerkungen                                                                                             |
| ---- | --------------------------------------- | --------------- | ------------------------------- | --- |
| 2004 | Darwin's Alptraum                       | Hubert Sauper   | Österreich, Frankreich, Belgien | über ökologische Katastrophe am Victoriasee in Ostafrika, wegen Fisch-Monokulturen für Exporte          |
| 2010 | Und dann der Regen                      | Icíar Bollain   | Mexiko, Spanien                 | Spielfilm über Wasserprobleme in Mexiko, nach der Privatisierung durch internationales Unternehmen      |
| 2015 | Tomorrow – Die Welt ist voller Lösungen | Mélanie Laurent | Frankreich                      | alternative Projekte für urbane Landwirtschaft, gegen industrialisierte Landwirtschaft, in zehn Ländern |
| 2018 | Die grüne Lüge                          | Werner Boote    | Österreich                      | über Greenwashung bei der Produktion von Palmöl und Elektroautos                                        |
| 2020 | One Word                                | Viviana Uriona  | Deutschland                     | über Folgen des Klimawandels auf den Marshallinseln                                                     |